# Bereznik
Bereznik (rusky Березник) je vesnice, správní centrum vinogradovského okresu v Archangelské oblasti v evropské části Ruska. V roce 2021 zde žilo 5 624 obyvatel.

## Geografie
Obec se nachází 269 km jihovýchodně od Archangelsku, na levém břehu Severní Dviny, 6 km pod ústím řeky Vaga. Bereznikem prochází silnice M8 Cholmogory (spojuje Moskvu s Archangelskem).

## Historie
Obec Bereznik má bohatou historii, která sahá až do 17. století. První písemná zmínka o této oblasti pochází z roku 1676. V roce 1785 zde byla zaznamenána Bereznická volost, která se skládala ze čtyř vesnic. V roce 1885 se obec stala správním centrem volosti, v té době se jmenovala Semjonovskij.
Během ruské občanské války se na území obce odehrávaly boje mezi britsko-americkými jednotkami a bolševiky. Významnou roli v těchto střetech sehrála Severodvinská flotila, která operovala na Severní Dvině.
Dne 15. července 1929 byly v rámci správní reformy zrušeny újezdy a byl vytvořen bereznikovský okres, který se stal součástí Ňandomského okruhu Severního kraje. V roce 1940 byl bereznikovský okres přejmenován na vinogradovský okres na počest Pavlina Vinogradova, bolševika a aktivního účastníka Říjnové revoluce a ruské občanské války.
Rozhodnutím výkonného výboru Archangelské oblastní rady z 14. května 1962 byla vesnice Semjonovskij povýšena na sídlo městského typu a přejmenována na současný název Bereznik.
K 1. lednu 2021 se Bereznik opět stal vesnicí, jako důvod pro toto rozhodnutí byly uvedeny ekonomické, právní a daňové důvody.

## Hospodářství

### Průmysl a zemědělství
Obec Bereznik má rozmanité hospodářství, které se opírá především o dřevařský průmysl, potravinářství a zemědělství. V zemědělství hraje významnou roli produkce mléka a pěstování zeleniny. Dřevařský průmysl zde má dlouhou tradici, ačkoliv splavování dřeva po Severní Dvině bylo v 90. letech 20. století ukončeno.

### Doprava
Dopravní infrastruktura v Berezniku je dobře rozvinutá, i když obec není napojena na železnici. Hlavní dopravní tepnou je silnice M8, která spojuje Moskvu s Archangelskem a prochází přímo obcí. To zajišťuje pravidelné autobusové spojení s městy jako Archangelsk, Velsk, Kotlas a Kargopol. Nejbližší železniční stanice jsou Cholmogorskaja, která se nachází 148 km severozápadně od Berezniku, a stanice ve Velsku, vzdálená 200 km na jih, dostupná po silnici M8.
Severní Dvina je v oblasti Berezniku splavná, což přispívá k hospodářské aktivitě a dopravní dostupnosti obce.

## Kultura
Od roku 1970 je v Berezniku historické muzeum se zaměřením na národopisné předměty, numismatiku, listiny a motivy severních vesnic.